# ایشتوان کیش
ایشتوان کیش (مجاری: Kiss István؛ زادهٔ ۲۵ ژوئیهٔ ۱۹۵۸) بازیکن واترپلو اهل مجارستان است.